# Galbiate
Galbiate é uma comuna italiana da região da Lombardia, província de Lecco, com cerca de 8.637 habitantes. Estende-se por uma área de 16 km², tendo uma densidade populacional de 540 hab/km². Faz fronteira com Annone di Brianza, Civate, Colle Brianza, Ello, Garlate, Lecco, Malgrate, Oggiono, Olginate, Pescate, Valgreghentino, Valmadrera.

## Demografia
| Variação demográfica do município entre 1861 e 2011                               |
|                                                                                   |
| Fonte: Istituto Nazionale di Statistica (ISTAT) - Elaboração gráfica da Wikipedia |